# جامعة الوادي الجديد
جامعة الوادي الجديد هي جامعة مصرية حكومية بدأت عام 2014 كفرع لجامعة اسيوط ثم في عام 2018 صدر القانون بتاريخ سبتمبر 2018م، بانشاء جامعة الوادى الجديد مكونة من ست وهى كليات هم التربية والآداب والعلوم والزراعة والتربية الرياضية والطب البيطرى.ومقرها بالواحات الخارجة بمحافظة الوادي الجديد.

## النشأة
في 3 سبتمبر 2019، أصدر رئيس مجلس الوزراء، قرار بتعديل بعض أحكام اللائحة التنفيذية لقانون تنظيم الجامعات بإنشاء جامعتة الوادى الجديد وذلك بالإضافة إلى الجامعات المنصوص عليها بالمادة (2) من قانون تنظيم الجامعات. تضمن قرار رئيس مجلس الوزراء إنشاء جامعة الوادى الجديد، ومقرها محافظة الوادى الجديد، على أن يُلغى فرع جامعة أسيوط بالوادى الجديد، وتُضم الكليات التابعة له إلى جامعة الوادى الجديد.
في 31 يناير 2020، وافقت وزارة التعليم العالي علي مشروع إنشاء كلية طب بشري بجامعة الوادي الجديد، حيث سيتم تحويل مبني ديوان عام المحافظة القديم بشارع جمال عبد الناصر بمدينة الخارجة، لكلية طب بشري جامعة الوادي الجديد.
في 6 أكتوبر 2020، تفقد محافظ الودي الجديد الإنشاءات بمقر الجامعة شمال مدينة الخارجة، حيث تشمل الأعمال التي تتم حَالِيًّا إنشاء مباني كلية العلوم بتكلفة إجمالية تبلغ 71 مليون جنيه، ومبنى كلية الزراعة المقام على مساحة 5800 متر مربع، ويتكون من 3 طوابق بتكلفة 91 مليون جنيه ومبنى القياس والتقييم والمقام على مساحة 3000 متر مربع، والمكون من ثلاثة طوابق ويضم مدرج سعة 300 طالب، وقاعات امتحانات وقاعة مؤتمرات مجهزة وغرف إدارية وخدمية.
في 10 يونيو 2021، استقبلت جامعة الوادي الجديد لجنة قطاع العلوم الصيدلية بالمجلس الأعلى للجامعات، لتفقد مبنى كلية الصيدلة المزمع إقامتها بجامعة الوادي الجديد.

## رؤساء الجامعة
- الدكتور عاطف أبو الوفا هو أول رئيس لجامعة الوادي الجديد.
- الدكتور عبد العزيز طنطاوي هو ثاني رئيس لجامعة الوادي الجديد تم تعيينه معيدا بجامعة جنوب الوادي بكلية العلوم، ثم تدرج في المناصب حتى تم تعييه عميد كلية العلوم جامعة أسوان، ثم عميدًا لمعهد الدراسات الأفريقية ودول حوض النيل بجامعة أسوان، ثم رئيسًا لجامعة الوادي الجديد.[7]

## الكليات

### كلية العلوم
- مبنى كلية العلوم الذي يُقام على مساحة 5500 متر مسطح، ويتكون من ثلاثة أجنحة لأقسام (الكيمياء والفيزياء والجيولوجيا والرياضة والحيوان والنبات)، ويضم 6 مدرجات و13 معملًا طلابيًا و12 معملًا بحثيًا و8 فصول وأربع قاعات دراسية ومكتبة.[8]

### كلية الطب البشري
- مبنى الكلية يقع بمدينة الخارجة على مساحة 1800 متر مربع، ويشتمل على 3 قاعات دراسية و11 فصلًا دراسيًا و11 معملًا بحثيًا و29 مكتبًا إداريًا ومكتبة تعليمية ومتحف ويضم مدرجات وقاعات التدريس بالإضافة إلى فصول دراسية ومكاتب العميد والوكلاء واعضاء هيئة التدريس ومكاتب للإداريين ومعامل والتى تضم معمل قسم التشريح الآدمى وغرفة الأنتوماج ومعمل الفسيولوجى والهستولوجى والطفيليات والميكروبيولوجى والباثولوجى والفارماكولوجى والطب الشرعى والسموم الاكلينيكية والمكتبة، بالإضافة إلى مبان للرعاية الطبية والخدمات ومسجد وكافتريا ومسطحات خضراء ومباتى وجراج للسيارات خدمة العملية التعليمية بكلية الطب.

### كلية الصيدلة
- مبنى كلية الصيدلة، الذي يضم 8 معامل طلابية، بالإضافة إلى المكاتب الإدارية و6 فصول دراسية، وتم افتتاح مبنى كلية العلوم الذي يُقام على مساحة 5500 متر مسطح، ويتكون من ثلاثة أجنحة لأقسام (الكيمياء والفيزياء والجيولوجيا والرياضة والحيوان والنبات)، ويضم 6 مدرجات و13 معملًا طلابيًا و12 معملًا بحثيًا و8 فصول وأربع قاعات دراسية ومكتبة.[9]

### كلية الزراعة
- مبني الكلية يتكون من دور أرضي وثلاثة أدوار متكررة ويشمل على وحدات تصنيع للمنتجات الزراعية والمكاتب الإدارية وعدد 18 قاعة تدريس و10 معامل، وتصل مساحة المبني 5600 متر مربع.[10]

### باقي الكليات
- كلية التربية[11]
- كلية الآداب[12]
- كلية التربية الرياضية[13]
- كلية الطب البيطري[14]
- كلية التمريض
- كلية هندسة التعدين
- كلية الحاسبات والمعلومات[15][16]

## وحدات جامعية

### مجمع الملاعب الرياضية
مجمع الملاعب الرياضية المُقام على مساحة 32 ألف م2 ويضم 7 ملاعب متنوعة (طائرة - تنس - سلة - خماسي - متعدد الأغراض).

### مسجد الجامعة الجديد
مسجد الجامعة الجاري إنشاؤه على مساحة 500 م2.

### مستشفي جامعة الوادي الجديد
- في 2 ديسمبر 2024، أعلن الدكتور عبد العزيز طنطاوي، رئيس جامعة الوادي الجديد، عن موافقة الدكتور مصطفى مدبولي، رئيس مجلس الوزراء، على تخصيص أحد مستشفيات مدينة الخارجة ليكون مستشفى جامعيًا تابعًا لكلية الطب بالجامعة.[18]

## وصلات خارجية
- موقع جامعة الوادى الجديد[وصلة مكسورة]